# 사이공역
사이공역(베트남어: Ga Sài Gòn / Ga 柴棍)은 베트남 호찌민시에 있는 베트남 최대 규모의 기차역이다. 1930년대 프랑스 식민지 시대에 남북선의 역으로서 건설되었다. 도시 계획에 의하면 시 정부는 교외로 역을 이설하는 것을 고려 중이다. 베트남 전쟁 이후에 도시 이름이 사이공에서 호찌민 시로 변경되었으나, 역명은 그대로 남아 있다. 
사이공 역은 인구 22만명이 거주하는 호찌민 시 3구에 있다. 남북선의 기점역인 하노이역에서 1,726km 떨어진 지점에 위치한 종착역이다. 본 역의 원래 위치는 1군(郡)의 벤타인 시장 건너편이었고 현재 위치는 원래 화물 보관 및 하역장이었다. 1930년대 초에 프랑스의 식민 정부가 남북선의 일부로서 건설한 것이다. 본 역은 시내 중심부에서 1km 떨어진 곳에 있다. 도시 계획에 의하면 시 정부는 이 역을 시 외곽의 빈찌에우(Bình Triệu / 平趙)로 옮길 것을 고려 중이다.
당일 기차표는 1층에서, 예약 표는 2층에서 취급한다. 